# Иезуитские миссии в Северной Америке

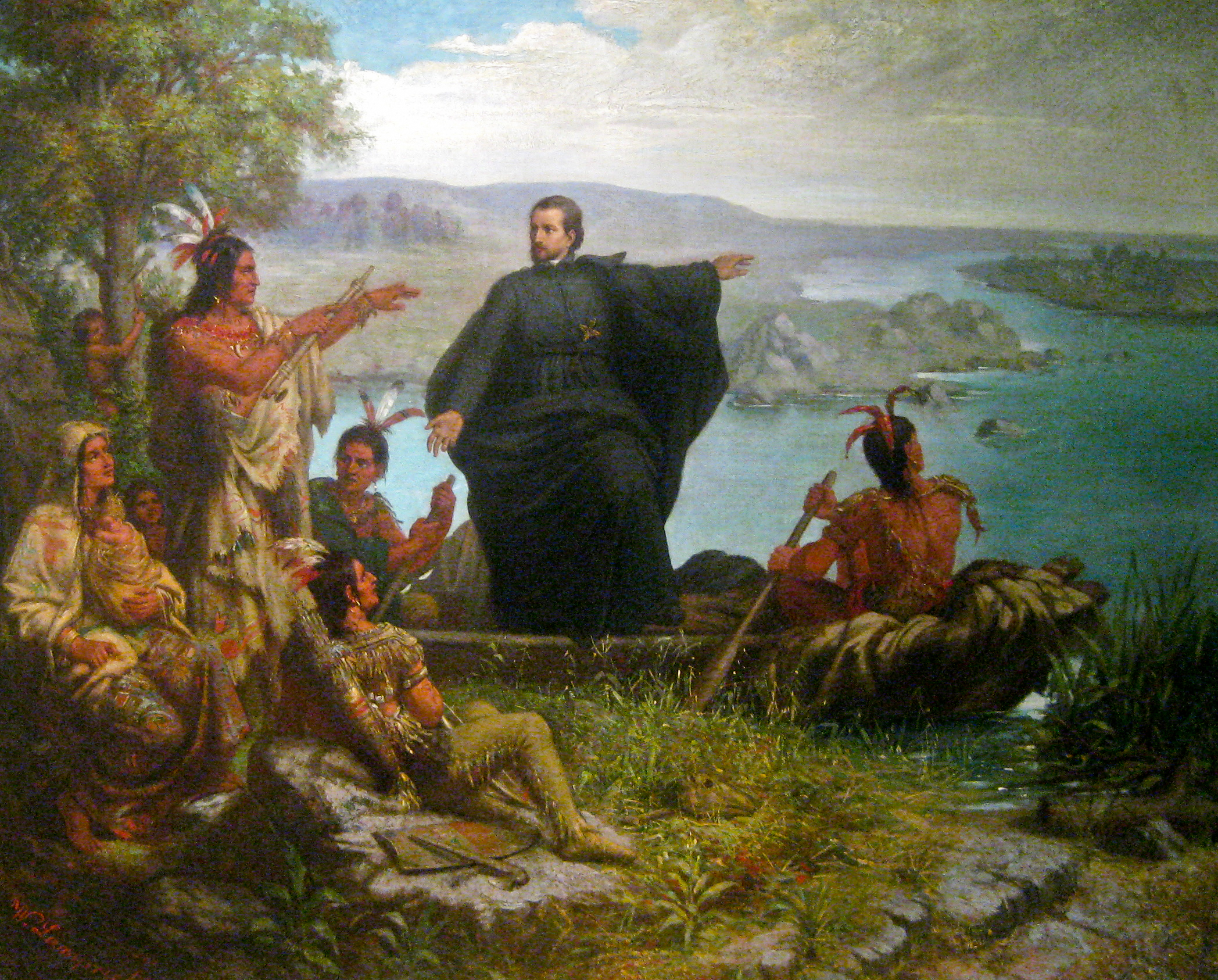
Священник Жак Маркетт среди гуронов

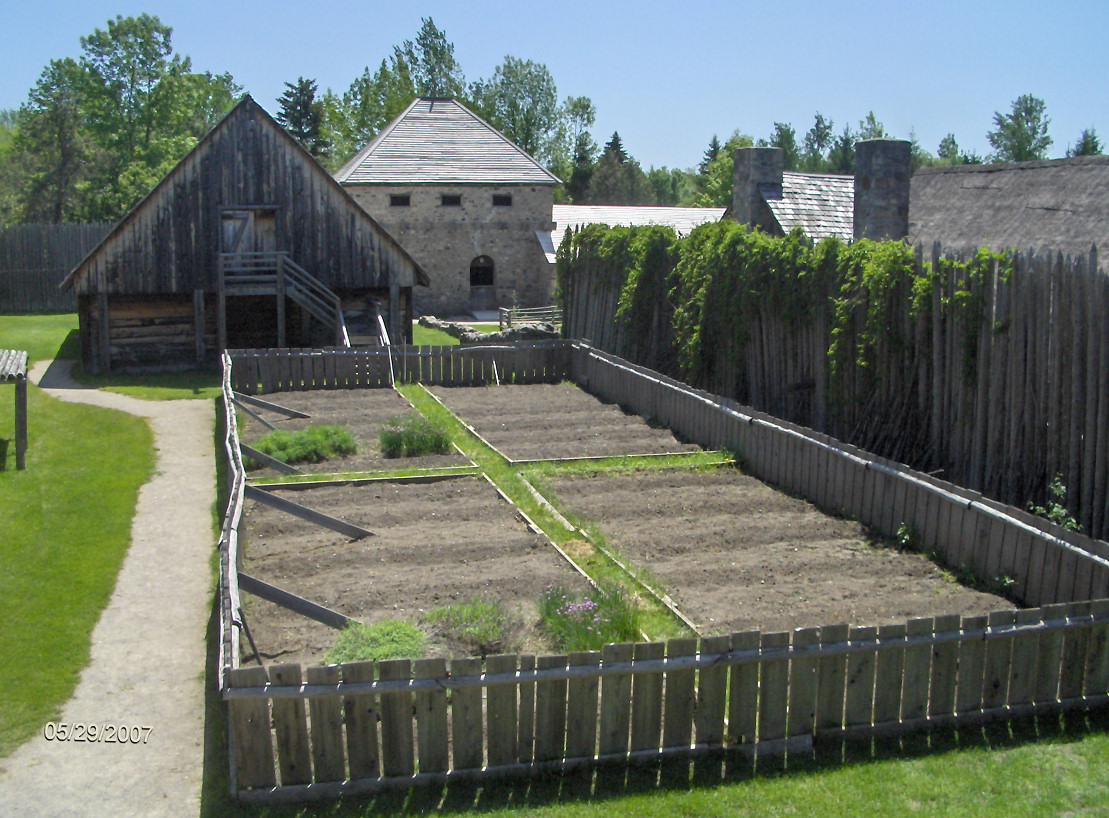
Миссия «Святая Мария среди гуронов»

Иезуитские миссии в Северной Америке  основывались членами католического монашеского ордена иезуитов в XVII веке и прекратили своё существование в начале XVIII века. Миссии были созданы в рамках колонизаторской деятельности Франции. Проповедование христианства в Северной Америке среди индейцев было неотъемлемой частью законодательства Новой Франции. В основном католические миссии организовывал монашеский орден иезуитов. В это время иезуиты вели активную миссионерскую деятельность во многих частях света. Кроме Северной Америки иезуиты также организовывали миссионерские центры в Южной Америке (иезуитские редукции) и Китае.

## История
Во время правления французского короля Генриха IV началась французская колонизация Северной Америки. В 1604 году французский исследователь Самюэль де Шамплен инициировал первую французскую экспедицию, основав в 1605 году первую постоянную французскую колонию на севере Флориды и в 1608 году — первое французское поселение на территории нынешней Канады под названием Квебек.
В 1611 году во французскую колонию в Квебеке впервые прибыли первые два монаха из монашеского ордена иезуитов, которые намеревались проповедовать христианство среди индейцев. Эта первая миссия потерпела неудачу. В 1625 году иезуиты вторично попытались организовать католическую миссию в Канаде. Вторая миссия иезуитов состояла из священников Шарля Лалемана, Энемонда Масса, Жана де Бребёф, но из-за английского вторжения на территории французских владений в 1629 года эта миссия также не удалась иезуитам. Несмотря на это, иезуиты не оставив своих намерений, проповедовали христианство среди индейцев. Начиная с 1632 по 1650 гг. сорок шесть иезуитов побывали во французской колонии в Квебеке с целью проповедовать среди индейцев.
В 1639 году на территории племени гуронов иезуитами под руководством Жана де Бребёфа была основана миссия Святая Мария среди гуронов, которая действовала в течение 10 лет до 1649 года. Межплеменная война между ирокезами и гуронами привела к гибели некоторых иезуитов и закрытию этой миссии. В 1654 году иезуиты начали организовывать новую миссию среди ирокезов, проповедуя, несмотря на сложные отношения между французами и ирокезами, в этом племени в течение последующих тринадцати лет. Деятельность иезуитской миссии среди ирокезов закончилась в 1708 году.
В 1667 году была создана миссия на территории современного штата Висконсин, с которой началась миссионерская деятельность иезуитов вдоль реки Миссисипи до устья реки Арканзас. В конце 1690 году иезуиты вместе с миссионерами из Парижского Общества Заграничных Миссий достигли середины Миссисипи. В 1700 году иезуиты утвердились в устье реки Дес Перес, в 1703 году — миссии иезуитов возникли на территории современного Иллинойса. Были также основаны миссии в Луизиане. Все эти миссии действовали до роспуска ордена иезуитов. После восстановления ордена в 1814 году, иезуиты продолжили свою миссионерскую деятельность на территории Луизианской покупки с 1830 года. Первая миссия на Северо-Западе США, миссия Святой Марии, была основана в 1841 году на территории современной Монтаны.

## Семинария
В 1636 году для подготовки священников из индейцев иезуитами недалеко от Квебека была основана семинария. Первыми семинаристами были пять человек из племени гуронов, затем несколько десятков из племён инну и алконкинов. Несмотря на успехи иезуитов в организации богословского образования, многие семинаристы умерли от привезённых европейцами инфекций.

## Поселения
Более успешными иезуиты оказались при организации особых поселений, где индейцы жили под руководством монахов. Иезуиты, проповедовавшие в Северной Америке и вдохновлённые успешной деятельностью своих собратьев в Южной Америке, где в Уругвае, Боливии и Парагвае были организованы экономически самостоятельные поселения индейцев, решили действовать похожим образом. Были созданы подобные поселения для индейцев Нотр-Дам-де-Фуа, Лоретто. В 1670 году многие индейцы, проживавшие в этих селениях, из-за эпидемии кори покинули эти устроенные иезуитами поселения. В 1698 году иезуиты оставили эти поселения и передали их под управление прихода Нотр-Дам-де-Сент-Фуа.

## Методы
Иезуиты при проповедовании христианства среди индейцев, в отличие от пуритан, заставлявших индейцев ходить в европейской одежде, использовали методы, уважающие традиционную культуру коренных жителей и их привычный образ жизни. Для того, чтобы индейцы приняли иезуитов, они приспосабливались к их культуре, изучая индейские языки и живя вместе с ними в их нелёгких для европейцах условиях. Чтобы привлечь индейцев к христианству, иезуиты приспосабливали христианство, применяя в католических обрядах различные индейские религиозные предметы.